# Songs About Jane
Songs About Jane ist das Debütalbum der US-amerikanischen Band Maroon 5. Der Titel ist vom Namen der Ex-Freundin Adam Levines, Jane Herman übernommen. Erschienen ist das Album zwar schon im Juni 2002, aber große Bekanntheit erlangte es erst zwei Jahre später, wodurch es dann auch am 22. März 2004 in die deutschen Charts eintrat.

## Entstehung
Nachdem alle Bandmitglieder, bis auf eines, schon der kalifornischen Gruppe Kara's Flowers angehörten, unterschrieben Levine, Carmichael, Madden und Dusick unter dem Namen Maroon 5 bei dem independent Label Octone Records, welches teilweise unter BMG vertreibt. Darauf nahm die Band Songs About Jane bei Rumbo Recorders in Los Angeles auf. Produzent war hierbei Matt Wallace, welcher schon für Train, Blues Traveler und Third Eye Blind arbeitete. Nach Aussage von Adam Levine wurde jeder einzelne Song unter Einfluss von Marihuana geschrieben.

„Während der Zeit zwischen unseren Plattenverträgen, habe ich viel Zeit in New York verbracht, wo ich einer großstädtischen Hip-Hop-Kultur ausgesetzt war, wie es mir nie zuvor in Los Angeles hätte passieren können. In New York lernte ich neue Genres kennen welche meine Songwriting sehr beeinflussten.“

## Titelliste
1. Harder to Breathe (Jesse Carmichael, Adam Levine) – 2:55
2. This Love (Carmichael, Levine) – 4:26
3. Shiver (Carmichael, Levine) – 3:00
4. She Will Be Loved (Levine, J. Valentine) – 4:17
5. Tangled (Levine) – 3:19
6. The Sun (Levine) – 4:09
7. Must Get Out (Carmichael, Levine) – 3:58
8. Sunday Morning (Carmichael, Levine) – 4:03
9. Secret (Carmichael, Levine) – 4:57
10. Through with You (Carmichael, Levine) – 3:02
11. Not Coming Home (Carmichael, Ryan Dusick, Levine) – 4:23
12. Sweetest Goodbye (Levine) – 4:30